# Serra Mitjana (Albanyà)
La Serra Mitjana és una serra al municipi d'Albanyà a la comarca de l'Alt Empordà, amb una elevació màxima de 464 metres.